# Успенская церковь (Яссы)
Успенская церковь (Храм Успения Пресвятой Богородицы) — храм Буковино-Молдавской епархии Русской православной старообрядческой церкви в Румынии, расположенный в центре города Яссы на левом берегу реки Бахлуй. Церковь входит в список исторических памятников Румынии (IS-II-m-B-04060). Среди румын известна также как Липованская церковь (рум. Biserica lipovenească).

## История
Первый старообрядческий храм Успения Пресвятой Богородицы был построен из дерева на правом берегу реки Бахлуй в 1780 году. Со временем церковь была перестроена из кирпича, но колокольня осталась деревянной. В 1866 году этот храм сгорел. Тогда рядом была сооружена небольшая церквушка во имя святых апостолов Петра и Павла, которая сейчас используется как зимний храм.
Проект реконструкции сгоревшего храма разработал румынский архитектор Штефан Эмильян. Строительство велось в 1872—1882 годах под контролем старообрядческого старосты Василия Фомина.
В 1911—1913 годах были проведены работы по изменению русла реки Бахлуй, из-за чего церковь оказалась на левом берегу.
Успенская церковь значительно пострадала во время землетрясения 4 марта 1977 года.
Ремонтные работы в храме проводились в 1959 и 1989 годах. В 2009 году были позолочены купола храма.

## Архитектура
Храм имеет семь башен: самая высокая из них — надстроенная над притвором колокольня; башню над нефом окружают четыре меньшие башенки; седьмая расположена над алтарём. В церкви три входа: западный — для женщин, южный — для мужчин и северный — для особых случаев.
Во дворе церкви, возле алтарной стены, есть надгробие с надписью: «Святый Боже, святый крѢпкій, святый безсмертный, помилуй насъ. НамѢстѢ семъ погребено тѢло Фокшанскаго купца Родіона Попова сына его младенца Николы, скончавшагося 1854го года İюня 2го дня. Господи! Нелишы его Царствія Небеснаго».